# Oruaiti Chapel

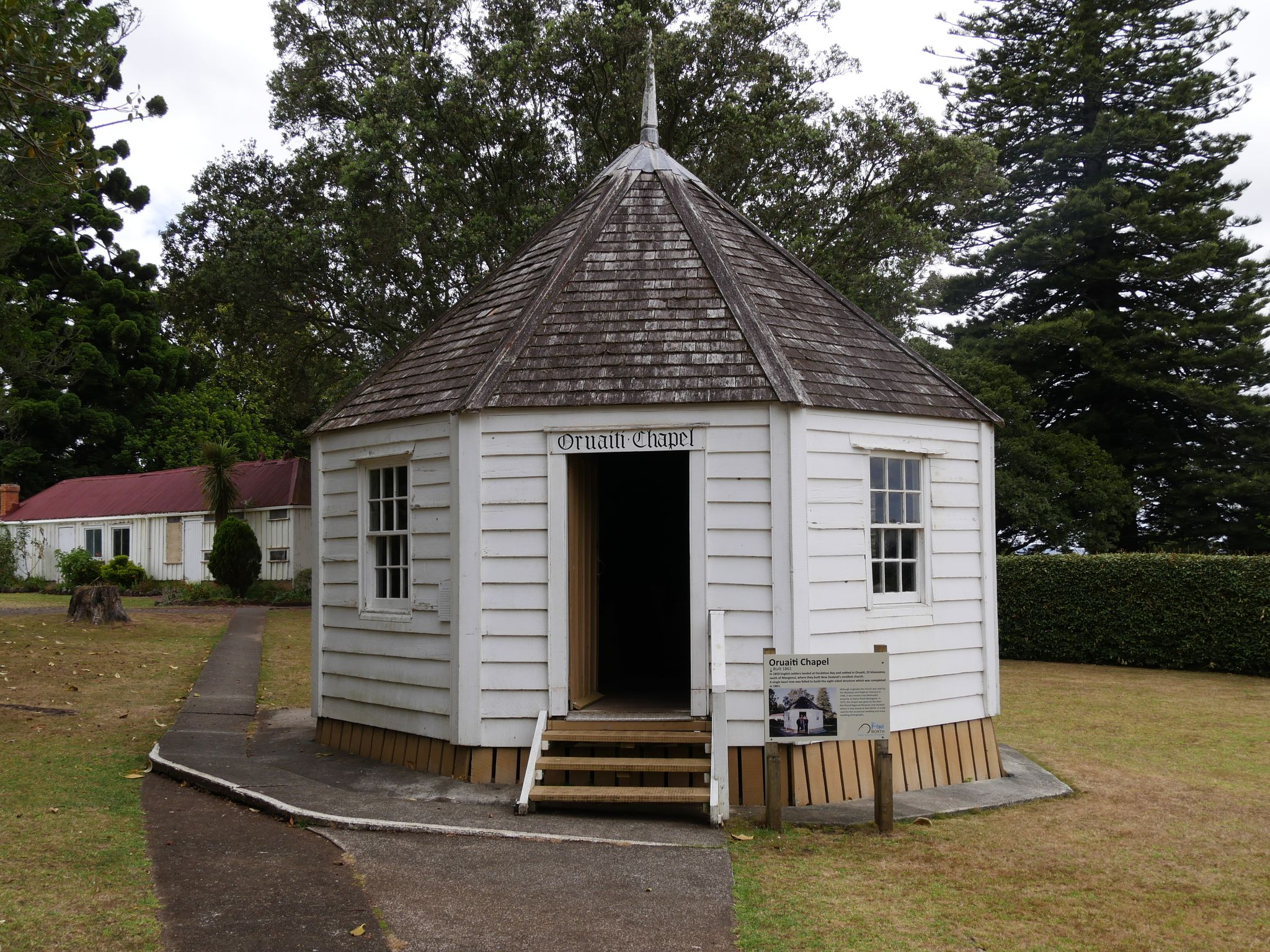
Oruaiti Chapel, 1861 errichtet

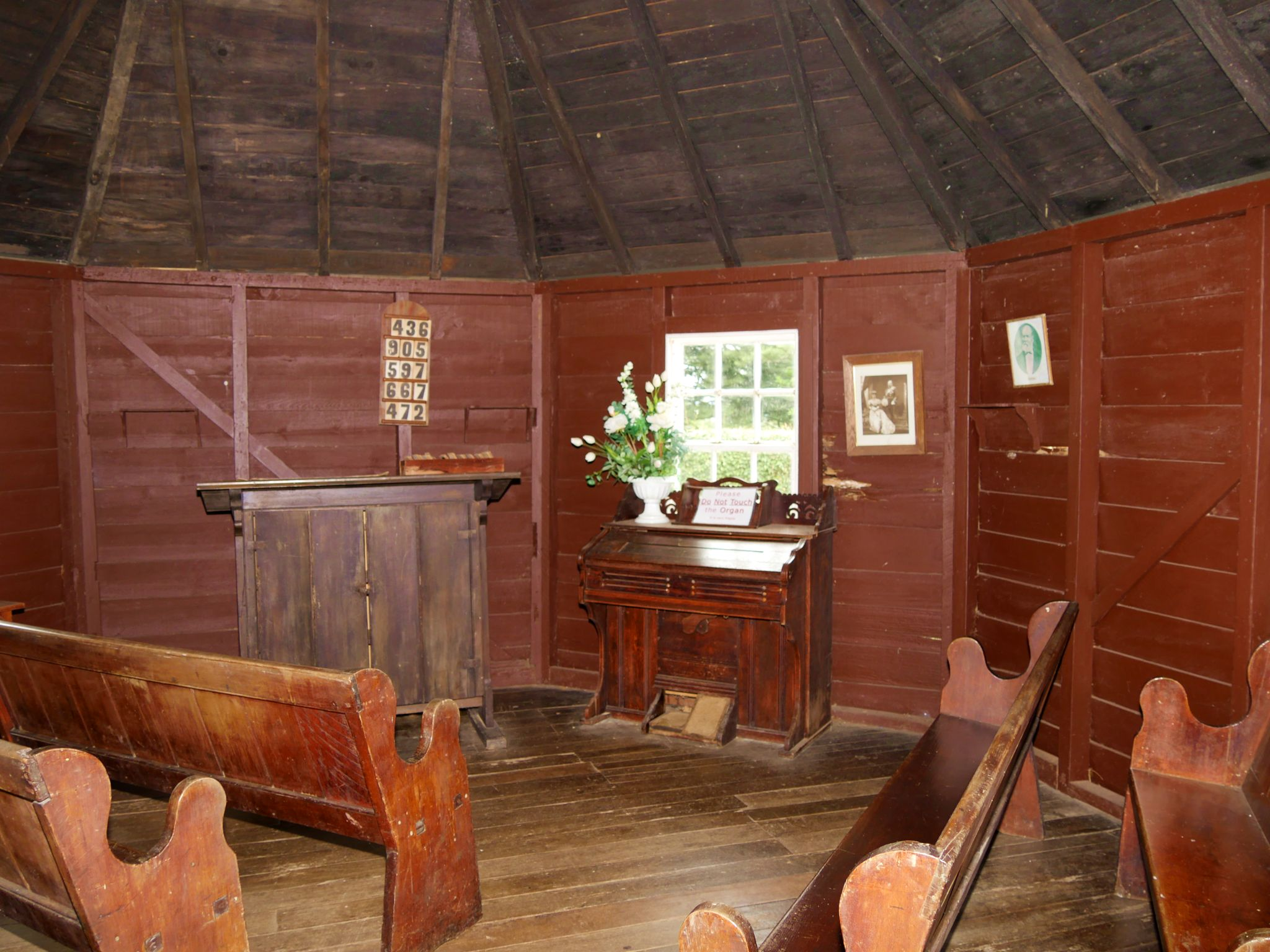
Innenansicht der kleinen Kirche

Die Oruaiti Chapel im Heritage Park von Whangārei in Northland, Neuseeland, ist eine 1861 errichtete kleine Kirche aus Holz. Sie gilt als die kleinste Kirche Neuseelands.

## Geographie
Die Kirche befindet sich im Heritage Park des Kiwi North Museums der Stadt Whangārei rund 4 km vom Stadtzentrum entfernt. Das Museum liegt mit seinem Park direkt am New Zealand State Highway 15.

## Gebäude
Das kleine Kirchengebäude ist komplett aus Kauri-Holz gefertigt. Es soll die Kirche angeblich nur ein einzelner Baum gefällt worden sein. Die Grundstruktur des Gebäudes ist oktogonal, besitzt also acht Außenwände. In der Diagonale misst die Kirche 18 Fuß und bis zur Spitze schätzungsweise 6 Meter. In dem Gebäude finden gut 20 Personen Platz.

## Geschichte
1859 erreichte eine Gruppe von englischen Siedlern die Doubtless Bay und siedelten in Oruaiti, 22 km südlich von Mangōnui gelegen. Zwei Jahre später errichteten sie in ihrer Siedlung diese Kirche. Ursprünglich wurde das Dach der Kirche mit Schilf gedeckt, doch 1866 durch Dachschindel ersetzt. Ab 1870 nutze man die Kirche auch als Bibliothek. 1919 wurde das Dach erneuert und ebenfalls mit handgefertigten Dachschindel aus Kauri-Holz gedeckt.
Die Kirche war bis 1936 in privaten Händen und an keiner Konfession gebunden, wurde aber hauptsächlich von Mitgliedern der Wesleyan und der Anglikanischen Kirche genutzt. 1936 überließ man die Kirche den Methodisten, die die Kirche wegen einer Straßenbaumaßnahme weg vom Wasser, hin zu einem zentraleren Ort in der Siedlung verschoben. 1946 wurde die Kirche schließlich nach Whangārei transportiert und bekam ihren Platz auf dem Gelände der Methodisten in der Kamo Road. Dort nutzte man die kleine Kirche für Hochzeiten und als Sonntagsschule der Gemeinde.
1975 wurde das Gebäude schließlich dem Northland Regional Museum in Whangārei (heute Kiwi North genannt) geschenkt und bekam dort seinen Platz an dem es heute noch steht. 1990 wurde das Dach durch Schindeln aus Zedernholz ein letztes Mal ersetzt.